# Zaandijk
Zaandijk és un antic municipi neerlandès que el 1974 es va fusionar amb la ciutat de Zaanstad dels Països Baixos, província d'Holanda del Nord, a la riba del riu Zaan, situada a una distància de 16 km al nord-est de Haarlem.